# Питър Райън
Питър Райън (на английски: Peter Ryan) е канадски пилот от Формула 1, роден е на 10 юни 1940 във Филаделфия, САЩ.

## Кариера във Формула 1
Питър Райън дебютира във Формула 1 през 1961 г. в Голямата награда на САЩ, в световния шампионат на Формула 1 записва 1 участие, като не успява да спечели точки. Състезава се с частен автомобил Лотус.